# Lista odcinków serialu Skorpion
Poniżej znajduje się lista odcinków serialu telewizyjnego Skorpion – emitowanego przez amerykańską stację telewizyjną  CBS od 22 września 2014 roku do 16 kwietnia 2018 roku. Powstały cztery serię, które łącznie liczą 93 odcinki. W Polsce serial był emitowany od 22 października 2014 roku do 15 maja 2018 roku przez AXN Black.
| Sezon | Sezon | Odcinki | Oryginalna emisja CBS | Oryginalna emisja CBS | Oryginalna emisja AXN Black | Oryginalna emisja AXN Black | Oryginalna emisja AXN Black |
| Sezon | Sezon | Odcinki | Premiera sezonu       | Finał sezonu          | Premiera sezonu             | Finał sezonu                |                             |
| ----- | ----- | ------- | --------------------- | --------------------- | --------------------------- | --------------------------- | --------------------------- |
|       | 1     | 22      | 22 września 2014      | 20 kwietnia 2015      | 22 października 2014        | 3 czerwca 2015              |                             |
|       | 2     | 24      | 21 września 2015      | 25 kwietnia 2016      | 2 listopada 2015            | 21 czerwca 2016             |                             |
|       | 3     | 25      | 3 października 2016   | 15 maja 2017          | 24 października 2016        | 7 sierpnia 2017             |                             |
|       | 4     | 22      | 25 września 2017      | 16 kwietnia 2018      | 5 grudnia 2017              | 15 maja 2018                |                             |

## Sezon 1 (2014–2015)
| Nr | #  | Tytuł                   | Reżyseria         | Scenariusz                              | Premiera CBS         | Premiera AXN Black   |
| -- | -- | ----------------------- | ----------------- | --------------------------------------- | -------------------- | -------------------- |
| 1  | 1  | Pilot                   | Justin Lin        | Nick Santora                            | 22 września 2014     | 22 października 2014 |
| 2  | 2  | Single Point of Failure | Bobby Roth        | David Foster                            | 29 września 2014     | 30 października 2014 |
| 3  | 3  | A Cyclone               | Gary Fleder       | Nick Santora Nicholas Wootton           | 6 października 2014  | 6 listopada 2014     |
| 4  | 4  | Shorthanded             | Dwight H. Little  | Elizabeth Beall                         | 13 października 2014 | 13 listopada 2014    |
| 5  | 5  | Plutonium Is Forever    | Jeff T. Thomas    | Paul Grellong                           | 20 października 2014 | 20 listopada 2014    |
| 6  | 6  | True Colors             | Dwight H. Little  | Elizabeth Beall                         | 27 października 2014 | 27 listopada 2014    |
| 7  | 7  | Father's Day            | Milan Cheylov     | Nick Santora                            | 3 listopada 2014     | 3 grudnia 2014       |
| 8  | 8  | Risky Business          | Matt Earl Beesley | Nicholas Wootton                        | 10 listopada 2014    | 10 grudnia 2014      |
| 9  | 9  | Rogue Element           | Jerry Levine      | Paul Grellong, Kim Rome                 | 17 listopada 2014    | 17 grudnia 2014      |
| 10 | 10 | Talismans               | Sam Hill          | Alex Katsnelson                         | 24 listopada 2014    | 11 marca 2015        |
| 11 | 11 | Revenge                 | Mel Damski        | Elizabeth Beall, David Foster           | 8 grudnia 2014       | 18 marca 2015        |
| 12 | 12 | Dominoes                | Omar Madha        | Rob Pearlstein, Nick Santora            | 15 grudnia 2014      | 25 marca 2015        |
| 13 | 13 | Kill Screen             | Jace Alexander    | Nicholas Wootton & Paul Grellong        | 5 stycznia 2015      | 1 kwietnia 2015      |
| 14 | 14 | Charades                | Christine Moore   | Rob Pearlstein                          | 18 stycznia 2015     | 8 kwietnia 2015      |
| 15 | 15 | Forget Me Nots          | Jann Turner       | Alex Katsnelson, Nick Santora           | 19 stycznia 2015     | 15 kwietnia 2015     |
| 16 | 16 | Love Boat               | Sam Hill          | Elizabeth Beall, Kim Rome               | 9 lutego 2015        | 22 kwietnia 2015     |
| 17 | 17 | Going South             | David Grossman    | Nick Santora, Nicholas Wootton          | 23 lutego 2015       | 29 kwietnia 2015     |
| 18 | 18 | Once Bitten, Twice Die  | Guy Ferland       | David J. North                          | 9 marca 2015         | 6 maja 2015          |
| 19 | 19 | Young Hearts Spark Fire | Mel Damski        | Paul Grellong, Jay Beattie, Dan Dworkin | 23 marca 2015        | 13 maja 2015         |
| 20 | 20 | Crossroads              | Kevin Hooks       | David Foster, Rob Pearlstein            | 30 marca 2015        | 20 maja 2015         |
| 21 | 21 | Cliffhanger             | Sam Hill          | Nick Santora, Nicholas Wootton          | 13 kwietnia 2015     | 27 maja 2015         |
| 22 | 22 | Postcards from the Edge | Milan Cheylov     | Nick Santora, Nicholas Wootton          | 20 kwietnia 2015     | 3 czerwca 2015       |

## Sezon 2 (2015–2016)
| Nr | #  | Tytuł                          | Reżyseria         | Scenariusz                              | Premiera CBS         | Premiera AXN      |
| -- | -- | ------------------------------ | ----------------- | --------------------------------------- | -------------------- | ----------------- |
| 23 | 1  | Satellite of Love              | Sam Hill          | Nick Santora, Nicholas Wootton          | 21 września 2015     | 2 listopada 2015  |
| 24 | 2  | Cuba Libre                     | Mel Damski        | Rob Pearlstein, Nick Santora            | 28 września 2015     | 9 listopada 2015  |
| 25 | 3  | Fish Filet                     | Omar Madha        | Paul Grellong and Nick Santora          | 5 października 2015  | 16 listopada 2015 |
| 26 | 4  | Robots                         | Sylvain White     | David Foster, Nicholas Wootton          | 12 października 2015 | 23 listopada 2015 |
| 27 | 5  | Super Fun Guys                 | Bobby Roth        | Adam Higgs, Nick Santora                | 19 października 2015 | 30 listopada 2015 |
| 28 | 6  | Tech, Drugs, and Rock 'n' Roll | Sam Hill          | Elizabeth Davis Beall, Nicholas Wootton | 26 października 2015 | 7 grudnia 2015    |
| 29 | 7  | Crazy Train                    | Jeff T. Thomas    | Kevin J. Hynes, Nick Santora            | 2 listopada 2015     | 14 grudnia 2015   |
| 30 | 8  | Area 51                        | Carey Meyer       | Kim Rome, Nicholas Wootton              | 9 listopada 2015     | 21 grudnia 2015   |
| 31 | 9  | US vs UN vs UK                 | Omar Madha        | Scott Sullivan, Nick Santora            | 16 listopada 2015    | 8 marca 2016      |
| 32 | 10 | Arrivals and Departures        | Sam Hill          | Aadrita Mukerji, Nicholas Wootton       | 23 listopada 2015    | 15 marca 2016     |
| 33 | 11 | The Old College Try            | Christine Moore   | Rob Pearlstein and Nick Santora         | 7 grudnia 2015       | 22 marca 2016     |
| 34 | 12 | Dam Breakthrough               | Adam Rodriguez    | Paul Grellong, Nicholas Wootton         | 14 grudnia 2015      | 29 marca 2016     |
| 35 | 13 | White Out                      | Adam Rodriguez    | Paul Grellong, Nicholas Wootton         | 4 stycznia 2016      | 5 kwietnia 2016   |
| 36 | 14 | Sun of a Gun                   | Dwight Little     | Adam Higgs                              | 18 stycznia 2016     | 12 kwietnia 2016  |
| 37 | 15 | Da Bomb                        | Steven A. Adelson | Kim Rome                                | 25 stycznia 2016     | 19 kwietnia 2016  |
| 38 | 16 | Fractured                      | Christine Moore   | Matthew Davis, Nick Santora             | 8 lutego 2016        | 26 kwietnia 2016  |
| 39 | 17 | Adaptation                     | Sam Hill          | Scott Sullivan, Aadrita Mukerji         | 22 lutego 2016       | 3 maja 2016       |
| 40 | 18 | The Fast & The Nerdiest        | Don Tardino       | Kevin J. Hynes                          | 29 lutego 2016       | 10 maja 2016      |
| 41 | 19 | Ticker                         | Mel Damski        | Rob Pearlstein                          | 14 marca 2016        | 17 maja 2016      |
| 42 | 20 | Djibouti Call                  | Omar Madha        | David Foster                            | 21 marca 2016        | 24 maja 2016      |
| 43 | 21 | Twist and Shout                | Christine Moore   | Paul Grellong                           | 28 marca 2016        | 31 maja 2016      |
| 44 | 22 | Hard Knox                      | Omar Madha        | Scott Sullivan                          | 11 kwietnia 2016     | 7 czerwca 2016    |
| 45 | 23 | Chernobyl Intentions           | Jeff T. Thomas    | Nick Santora, Nicholas Wootton          | 18 kwietnia 2016     | 14 czerwca 2016   |
| 46 | 24 | Toby Or Not Toby               | Sam Hill          | Nick Santora, Nicholas Wootton          | 25 kwietnia 2016     | 21 czerwca 2016   |

## Sezon 3 (2016–2017)
| Nr | #  | Tytuł                              | Reżyseria          | Scenariusz                          | Premiera CBS         | Premiera AXN         |
| -- | -- | ---------------------------------- | ------------------ | ----------------------------------- | -------------------- | -------------------- |
| 47 | 1  | Civil War                          | Sam Hill           | Nick Santora, Nicholas Wootton      | 3 października 2016  | 24 października 2016 |
| 48 | 2  | More Civil War                     | Jeff Hunt          | Nick Santora, Nicholas Wootton      | 3 października 2016  | 31 października 2016 |
| 49 | 3  | It Isn't the Fall That Kills You   | Sanford Bookstaver | Nick Santora, Scott Sullivan        | 10 października 2016 | 7 listopada 2016     |
| 50 | 4  | Little Boy Lost                    | Steven A. Adelson  | Rob Pearlstein, Nick Wootton        | 17 października 2016 | 14 listopada 2016    |
| 51 | 5  | Plight at the Museum               | Christine Moore    | Paul Grellong, Nick Santora         | 24 października 2016 | 21 listopada 2016    |
| 52 | 6  | Bat Poop Crazy                     | Omar Madha         | David Foster, Nicholas Wootton      | 31 października 2016 | 28 listopada 2016    |
| 53 | 7  | We're Gonna Need a Bigger Vote     | Sam Hill           | Elizabeth Davis Beall, Nick Santora | 7 listopada 2016     | 5 grudnia 2016       |
| 54 | 8  | Sly and the Family Stone           | Jeff Hunt          | Adam Higgs, Nicholas Wootton        | 14 listopada 2016    | 12 grudnia 2016      |
| 55 | 9  | Mother Load                        | Jeff T. Thomas     | Kevin J. Hynes                      | 21 listopada 2016    | 19 grudnia 2016      |
| 56 | 10 | This is the Pits                   | Sam Hill           | Kim Rome, Nicholas Wootton          | 12 grudnia 2016      | 3 kwietnia 2017      |
| 57 | 11 | Wreck the Halls                    | Milan Cheylov      | Scott Sullivan                      | 19 grudnia 2016      | 10 kwietnia 2017     |
| 58 | 12 | Ice Ca-Cabes                       | Jeff T. Thomas     | David Foster, Nick Santora          | 2 stycznia 2017      | 24 kwietnia 2017     |
| 59 | 13 | Faux Money Maux Problems           | Omar Madha         | Aadrita Mukerji & Nicholas Wootton  | 16 stycznia 2017     | 8 maja 2017          |
| 60 | 14 | The Hole Truth                     | Sam Hill           | Matthew David, Rob Pearlstein       | 23 stycznia 2017     | 15 maja 2017         |
| 61 | 15 | Sharknerdo                         | Tim Story          | Elizabeth Davis Beall               | 6 lutego 2017        | 22 maja 2017         |
| 62 | 16 | Keep It In Check, Mate             | Christine Moore    | Kim Rome                            | 13 lutego 2017       | 5 czerwca 2017       |
| 63 | 17 | Dirty Seeds, Done Dirt Cheap       | Jeff T. Thomas     | Adam Higgs                          | 20 lutego 2017       | 12 czerwca 2017      |
| 64 | 18 | Don't Burst My Bubble              | Omar Madha         | April E. Brassard, Nicholas Wootton | 27 lutego 2017       | 19 czerwca 2017      |
| 65 | 19 | Monkey See, Monkey Poo             | Don Tardino        | Scott Sullivan                      | 13 marca 2017        | 26 czerwca 2017      |
| 66 | 20 | Broken Wind                        | Steven A. Adelson  | Caitlin Duffy, Nick Santora         | 20 marca 2017        | 3 lipca 2017         |
| 67 | 21 | Rock Block                         | Antonio Negret     | David Foster                        | 10 kwietnia 2017     | 10 lipca 2017        |
| 68 | 22 | Strife on Mars                     | Jeff Hunt          | Kevin J. Hynes                      | 17 kwietnia 2017     | 17 lipca 2017        |
| 69 | 23 | Something Burrowed, Something Blew | Christine Moore    | Aadrita Mukerji, Nick Santora       | 1 maja 2017          | 24 lipca 2017        |
| 70 | 24 | Maroon 8                           | Milan Cheylov      | Paul Grellong                       | 8 maja 2017          | 31 lipca 2017        |
| 71 | 25 | Scorp Family Robinson              | Sam Hill           | Nick Santora, Nicholas Wootton      | 15 maja 2017         | 7 sierpnia 2017      |

## Sezon 4 (2017–2018)
| Nr | #  | Tytuł                                                    | Reżyseria          | Scenariusz                      | Premiera CBS         | Premiera AXN Black |
| -- | -- | -------------------------------------------------------- | ------------------ | ------------------------------- | -------------------- | ------------------ |
| 72 | 1  | Extinction                                               | Sam Hill           | Nick Santora, Nicholas Wootton  | 25 września 2017     | 5 grudnia 2017     |
| 73 | 2  | More Extinction                                          | Sam Hill           | Nick Santora, Nicholas Wootton  | 2 października 2017  | 12 grudnia 2017    |
| 74 | 3  | Grow a Deer, A Female Deer                               | Milan Cheylov      | David Foster, Nick Santora      | 9 października 2017  | 19 grudnia 2017    |
| 75 | 4  | Nuke Kids on the Block                                   | Elodie Keene       | Paul Grellong, Nicholas Wootton | 16 października 2017 | 2 stycznia 2018    |
| 76 | 5  | Sci Hard                                                 | Dwight Little      | Rob Pearlstein, Nick Santora    | 23 października 2017 | 9 stycznia 2018    |
| 77 | 6  | Queen Scary                                              | Omar Madha         | Adam Higgs, Nicholas Wootton    | 30 października 2017 | 16 stycznia 2018   |
| 78 | 7  | Go With the Flo(rence)                                   | Sam Hill           | Kevin J. Hynes,Nick Santora     | 6 listopada 2017     | 23 stycznia 2018   |
| 79 | 8  | Faire Is Foul                                            | Sanford Bookstaver | Scott Sullivan                  | 13 listopada 2017    | 30 stycznia 2018   |
| 80 | 9  | It's Raining Men (of War)                                | Antonio Negret     | Kim Rome, Nicholas Wootton      | 20 listopada 2017    | 6 lutego 2018      |
| 81 | 10 | Crime Every Mountain                                     | Sam Hill           | Aadrita Mukerji, Nick Santora   | 27 listopada 2017    | 13 lutego 2018     |
| 82 | 11 | Who Let the Dog Out ('Cause Now It's Stuck in a Cistern) | Omar Madha         | David Foster, Nick Santora      | 11 grudnia 2017      | 20 lutego 2018     |
| 83 | 12 | A Christmas Car-Roll                                     | LeVar Burton       | Paul Grellong, Nicholas Wootton | 18 grudnia 2017      | 27 lutego 2018     |
| 84 | 13 | The Bunker Games                                         | Milan Cheylov      | Rob Pearlstein                  | 15 stycznia 2018     | 6 marca 2018       |
| 85 | 14 | Lighthouse of the Rising Sun                             | Sam Hill           | Adam Higgs                      | 22 stycznia 2018     | 13 marca 2018      |
| 86 | 15 | Wave Goodbye                                             | Jeff T. Thomas     | Kevin J. Hynes                  | 29 stycznia 2018     | 20 marca 2018      |
| 87 | 16 | Nerd, Wind and Fire                                      | Bethany Rooney     | Scott Sullivan                  | 5 lutego 2018        | 27 marca 2018      |
| 88 | 17 | Dumbster Fire                                            | Sanford Bookstaver | Aadrita Mukerji                 | 26 lutego 2018       | 3 kwietnia 2018    |
| 89 | 18 | Dork Day Afternoon                                       | Steven A. Adelson  | Paul Grellong                   | 5 marca 2018         | 10 kwietnia 2018   |
| 90 | 19 | Gator Done                                               | Kim Rome           | Omar Madha                      | 19 marca 2018        | 17 kwietnia 2018   |
| 91 | 20 | Foul Balls                                               | Nick Santora       | David Foster, Nick Santora      | 26 marca 2018        | 24 kwietnia 2018   |
| 92 | 21 | Kenny and the Jet                                        | Jeff T. Thomas     | Adams Higgs, Rob Pearlstein     | 9 kwietnia 2018      | 8 maja 2018        |
| 93 | 22 | A Lie in the Sand                                        | Sam Hill           | Paul Grellong, Scott Sullivan   | 16 kwietnia 2018     | 15 maja 2018       |